# Mohamed Larbi Zitout
Mohamed Larbi Zitout né le 29 juillet 1963 à Laghouat en Algérie, est un ancien diplomate algérien exilé en Grande-Bretagne, cofondateur et porte-parole du mouvement Rachad (en), un mouvement descendant du Front islamique du salut, classé comme organisation terroriste en mai 2021 par le gouvernement algérien.

## Biographie
Mohamed Larbi Zitout obtient un diplôme de l'École nationale d'administration d'Alger en 1986 et il est désigné comme premier secrétaire de l'ambassade d'Algérie en Libye en 1991. Il démissionne de son poste en 1995 et s'exile à Londres sous le statut de réfugié. Il déclare à Al-Jazeera en 1997 que le GIA aurait été infiltré et manipulé par le gouvernement algérien.
Adepte de la théorie appelée péjorativement Hizb França, il affirme qu'en 1992 l'Algérie est devenue à nouveau une colonie française, dirigée par des « officiers français » (« cabranat frança », les « caporaux français », Algériens formés par la France et ayant rallié le mouvement indépendantiste, dont il cite souvent comme exemple le général Khaled Nezzar), une administration française et des lois françaises, et continue à appliquer la culture et l'éducation française.
Il crée en 2007 le mouvement Rachad en relation avec Dhina et Anouar Hadam, un mouvement politique fondé par plusieurs anciens militants du FIS, et qui est accusé de vouloir infiltrer le Hirak pour créer un « califat islamique » en Algérie. Il s'en présente comme le  porte parole.
Il est également porte-parole de l'association Alkarama. En 2009, il déclare que le gouvernement FLN post-indépendant est contrôlé par les militaires.
Très présent sur les réseaux sociaux lors du soulèvement populaire du Hirak, il est condamné à 20 ans de prison par contumace le 17 décembre 2019 par le tribunal d'Oran pour « intelligence avec une puissance étrangère, atteinte à l’autorité de l’armée, insulte et diffamation ». En 2022, toujours en fuite à l'étranger, il est de nouveau jugé avec deux co-accusés à savoir Guermit Bounouira et Ghali Belkecir. Mohamed Larbi Zitout est condamné à la peine de la prison à perpétuité.